# Excepciones a la libertad de expresión en los Estados Unidos

Carta de derechos de los Estados Unidos de América

Las excepciones a la libertad de expresión en los Estados Unidos son limitantes impuestas en la garantía de la Primera Enmienda a la Constitución de los Estados Unidos y reconocidas por la Corte Suprema de dicho país. Estas excepciones han sido creadas paulatinamente por la necesidad de censurar algunos discursos y expresiones en contextos previamente definidos, limitando el derecho constitucional de la libertad de expresión en los Estados Unidos.
Las restricciones que se basan en el impacto comunicacional pueden categorizarse como restricciones de excepción total y restricciones de menor protección. Además, aquellos discursos que se catalogan como incitación, declaraciones falsas de hechos, obscenidad, pornografía infantil, discursos ofensivos, amenazas y discursos de propiedad de terceros están completamente exentos de protección bajo la Primera Enmienda. La publicidad comercial recibe una restricción de menor protección, lo que implica que hay límites en la misma por la posibilidad de intervención del Gobierno.
Junto con las restricciones de comunicación, cuando el gobierno actúa como subvencionador o representante, es un empleador, los controles de la educación, o regula el correo, la radio, bar legales, militares, cárceles, o la inmigración, menos se protege el habla sin inhibiciones.

## Incitación
La Corte Suprema ha sostenido que "la promoción del uso de la fuerza o de la violación de la ley" no está protegida cuando es "dirigida a incitar o producir una acción ilegal inminente" y "es probable que inciten o produzcan tales acciones". [1] [2 ] En Brandenburg v. Ohio (1969), el Tribunal revocó una condena penal de un grupo de Ku Klux Klan para "defender ... la violencia ... como un medio para lograr la reforma política", porque sus declaraciones en un mitin no expresó una intención inmediata o inminente para hacer violencia. [3] Esta norma modifica una decisión anterior del Tribunal, en el caso Schenck v. United States (1919), que simplemente decidió que un "peligro claro y presente" podría justificar una norma del Congreso de la limitación discurso. La diferencia principal es que esta última prueba no tipifica como delito "la mera promoción". [4]

## Las declaraciones falsas de hechos
En Gertz v. Robert Welch, Inc. (1974), la Corte Suprema decidió que "no hay valor constitucional en las declaraciones falsas de hechos". [5] Sin embargo, esto no es una regla concreta, como la Corte ha tenido problemas con la cantidad de la "libertad de expresión lo que importa", se puede poner en riesgo con el fin de castigar a una falsedad. [6]
Según el profesor Eugene Volokh de la Facultad de Derecho de la UCLA, el Tribunal Supremo ha establecido un marco de cierta complejidad en la determinación de los tipos de declaraciones falsas se encuentran desprotegidos. [7] Hay cuatro áreas que la Corte ha sido muy claro respecto. Primeras declaraciones falsas de que se dice con un "estado mental lo suficientemente culpable" puede estar sujeto a responsabilidad civil o penal. [8] En segundo lugar, hacer una declaración falsa de hechos casi siempre puede ser castigado. Por ejemplo, la difamación y la calumnia se les permite la ley en esta categoría. Declaraciones de terceros, por negligencia, falsa de la realidad puede dar lugar a responsabilidad civil, en algunos casos. [9] Además, algunas de las declaraciones implícitas de hecho, aquellos que sólo pueden tener una "connotación hechos falsos", todavía podría caer dentro de esta excepción. [10] [ 11]
Hay una quinta categoría de análisis puso de relieve por el profesor Volokh. Él escribe que "algunas declaraciones falsas, ni siquiera podría ser sancionado incluso si son mentiras deliberadas". Volokh toma nota de la caja de la señal de New York Times v. Sullivan (1964), lo que sugiere que se encuentra sobre el gobierno puede estar protegido. [12] Sin embargo, esta categoría no está del todo claro, como la cuestión de si falsas afirmaciones históricas o médicas protegido aún en disputa. [13]

## Obscenidad
Bajo la prueba de Miller (que toma su nombre de Miller v. California (1973)), el discurso no está protegido si (1) "La persona promedio, aplicando las normas contemporáneas de la comunidad, encontraría que el [asunto o en el trabajo en cuestión], considerado en un todo, apela al interés lascivo ", y (2)" representa o describe, en una forma patentemente ofensiva, las normas contemporáneas de la comunidad, [14] una conducta sexual definida por la ley estatal aplicable ", y (3)" la obra, en su conjunto, carece de serio valor literario, artístico, político o científico ". [15] Algunos de los componentes auxiliares de esta regla puede permitir que la posesión privada de material obsceno en su hogar. [16] Además, la frase" apela al interés lascivo " se limita a los llamamientos a un "vergonzoso o morboso interés en el sexo". [17] [18]
El Tribunal también ha sostenido que una persona sólo puede ser castigado si conoce el verdadero "contenido de la materia". [19] En Smith v. California (1959), el Tribunal Supremo dio así una defensa de "la ignorancia razonable" para la obscenidad de carga. La base de esta excepción es que los jueces han creído que la obscenidad tiene una "tendencia a ejercer un efecto corruptor y degradante que lleva a un comportamiento antisocial". [20] [21]

## La pornografía infantil
La excepción de la pornografía infantil es distinta de la excepción de obscenidad en varias formas. En primer lugar, la regla es mucho más específico de lo que cae bajo la excepción. En segundo lugar, es irrelevante si alguna parte del discurso cumple la prueba de Miller. Si se clasifica en la excepción de la pornografía infantil en todo, se hace sin protección [22] La norma establece que el discurso no está protegido si (1) "representa de manera visual a niños por debajo de la mayoría de edad" (2) "realizar actos sexuales o exhibiendo impúdicamente sus genitales". [23] A diferencia de las reglas de obscenidad simple, la posesión privada de pornografía infantil "puede ser fuera de la ley". [24]
Aunque esta excepción es muy concreta, también es limitada. No se aplica a la pornografía que se ve como trata de niños [25], la pornografía que la gente piensa que es dañina cuando se les muestra a los niños [26], o la pornografía en que se insta a los espectadores a perjudicar a los niños. [27]

## La lucha contra las palabras y la expresión ofensiva
Artículo principal: La lucha contra las palabras
Una Iglesia Bautista de Westboro fue objeto de un caso de "lenguaje ofensivo" ante el Tribunal Supremo en Snyder v. Phelps (2010).
En Chaplinsky v. New Hampshire (1942), la Corte Suprema sostuvo que el discurso no está protegido si constituye "palabras ofensivas". [28] La lucha contra las palabras, tal como la define la Corte, es contra los discursos que "tienden a incitar un inmediato quebrantamiento de la paz", al provocar una pelea, siempre y cuando se trate de un "epíteto personal abusivo que, cuando se dirige a los ciudadanos ordinarios, es decir, como un asunto de conocimiento común, es por sí susceptible de provocar una reacción violenta". [29] Además, el discurso debe ser "dirigido a la persona del oyente" y "por lo tanto ser probable que sea visto como un 'insulto personal directo'". [30] [31]
Junto con la lucha contra las palabras, el habla puede ser protegido si intencionalmente, a sabiendas o imprudentemente, causa angustia emocional severa. [32] Sin embargo, en esa norma (que nunca se ha decidido explícitamente) se limitaría a figuras privadas. El Tribunal de Justicia en Hustler v. Falwell (1988) decidió que la sátira, que podría ser vista como ofensiva para una "figura pública", está totalmente protegida. [33] Esta expresión se basa en una protección histórica de la sátira política. [34] Un ejemplo notable de un caso de "expresión ofensiva" fue la decisión del tribunal en Texas v. Johnson (1989), que derogó una ley que penalizaba la quema de la bandera de Texas. [35]

## Amenazas
Amenazas de violencia ", dirigida ... a una persona o grupo de personas con la intención de colocar a la víctima en temor de daño corporal o muerte" son por lo general sin protección. [36] Sin embargo, hay varias excepciones, como señaló el profesor Eugene Volokh . "Las amenazas no pueden ser castigados si una persona razonable a entender como una exageración evidente", escribe. [37] [38] Además, la amenaza de "ostracismo social" y de "boicot por motivos políticos" están protegidos por la Constitución. [39] No obstante , a veces incluso el discurso político puede ser una amenaza, y por lo tanto se convierte en protección. [40]
[Editar] Discurso de propiedad de otros
Artículo principal: Harper & Row Empresas Nación v.
Diferentes derechos de propiedad intelectual son las restricciones del habla, pero se permiten. [41] Las cosas como los derechos de autor o marcas comerciales pertenecen a esta excepción. La Corte Suprema de Justicia celebró por primera vez en esta Harper & Row v. Empresas Nación (1985), donde se confirmó el derecho de autor frente a un desafío sin discurso Enmienda Primera. [42] Además, los derechos de retransmisión de espectáculos no son una violación de los derechos de libertad de expresión. [ 43] La Corte ha mantenido las restricciones, tales como un incentivo para que los artistas en el 'mercado de voz ". [44]
[Editar] libertad de expresión comercial
Artículo principal: libertad de expresión comercial
Libertad de expresión comercial ocupa un papel único como una excepción de la libertad de expresión. Aunque no hay una excepción completa, defensores legales que reconocer que tiene "menos protegidos". [45] Por ejemplo, la publicidad engañosa pueden ser castigados y la publicidad engañosa pueden ser prohibidas. [46] La publicidad comercial puede ser restringido de manera que el discurso de otros puede 't si un interés gubernamental sustancial está avanzada, y que avanza directamente a ese interés, y no es más extensa de lo necesario para servir a ese interés. [47] Esta doctrina de la protección limitada para los anuncios se debe a un equilibrio inherente a la política explicaciones de la norma, a saber que otros tipos de discurso (por ejemplo, políticos) son mucho más importantes. [48]

## Gobierno como empleador
El gobierno no está permitido despedir a un empleado basado en el discurso del empleado, si bien el discurso es un asunto de interés público, el discurso no se dice como parte de los deberes del trabajo de ese empleado, [49] o el daño causado por el discurso es no compensado por el valor de la palabra a los empleados y el público. [50] [51] En concreto, el lenguaje es "tratado como un asunto de interés público" en relación con el "contenido, la forma y el contexto de una declaración dada". [52] La excepción en cuanto a equilibrar el daño de una declaración y el valor de la declaración (la prueba de Pickering) se realiza teniendo en cuenta el grado en que el discurso sea interfiere con la estrecha relación de trabajo, altera la oficina, o incluso tiene la potencial para hacerlo bien. [53]

## Gobierno como regulador de las ondas de radio
Reglamento de expresión en radio y televisión son permisibles cuando se (1) y estrechamente personalizados (2) promover un interés gubernamental sustancial. [54] los intereses que se han encontrado "importantes" son los oyentes de protección supuestamente ideas ofensivas y los niños de la protección la expresión ofensiva. El Tribunal Supremo ha limitado estas reglas para la radiodifusión tradicional, rechazando el intento de aplicar esto a la Internet. [55]

## Gobierno como educador
La bandera de drogas en la promoción de Morse v. Frederick (2007), el Tribunal sostuvo habla de drogas en las escuelas puede estar prohibido.
Cuando el Gobierno actúa como un jardín de infancia a través de educador duodécimo grado, se les permite restringir la expresión en ciertos casos. La Corte Suprema falló en la Escuela Tinker v. Des Moines Dist. (1969) que sólo cuando habla "material y sustancialmente interfiere con los requisitos de disciplina apropiada en la operación de la escuela". [56] Más tarde, las decisiones judiciales añadido más situaciones donde las restricciones eran posibles, incluyendo el discurso de los estudiantes acerca de las drogas, [57] " vulgar y ofensivo "el lenguaje [58], y los periódicos de la escuela que funciona. [59] La base principal para el educador-distinción se basa en el concepto de en lugar de los padres, el principio de que la escuela funciona como los padres sobre los estudiantes, lo que permite una mayor discreción en la limitación de expresión del estudiante y de expresión. [60]

## Gobierno como subvencionador / Portavoz
La capacidad especial más complejas del gobierno es cuando funciona, de una manera u otra, ya que el subvencionador del discurso en cuestión. [61] Como regla general, el gobierno puede decir lo mismo que quiere, incluso si esta " favorece un punto de vista sobre el otro ". [62] Sin embargo, el gobierno no puede imponer condiciones sobre cómo gastar el dinero los beneficiarios de subvenciones que reciben de otras fuentes. [63] Si el gobierno está utilizando los altavoces de expresar su propio mensaje, es constitucional. [64] Pero el análisis de estos cambios si el gobierno está tratando de fomentar una "diversidad de opiniones privadas de manera indiscriminada". Si es indiscriminado, a continuación, en Legal Services Corp. v. Velázquez (2001), el gobierno debe actuar de una manera el punto de vista neutral. Sin embargo, si el gobierno se funda en ellas el juicio de "calidad" en los puntos de vista, sólo la "discriminación odiosa punto de vista" está prohibido. [65]

## Gobierno como regulador del Colegio de Abogados
Profesor Volokh de UCLA Ley describe el principio básico de la regulación gubernamental de la barra como "[la celebración] algo de energía extra para regular el discurso de los abogados, en parte porque el abogado es visto como un oficial de la corte". [66] Una prueba de equilibrio es empleados cuando la Corte considera discurso de abogado. Esta es la prueba pesa el "interés contra el interés legítimo del Estado en la regulación de la actividad en cuestión [con] los intereses de los abogados". [67] Así, mientras que la publicidad comercial de los abogados por lo general protegidas, normas de conducta profesional y las normas éticas son todavía permitido. [68]

## Gobierno como controlador de las Fuerzas Armadas
Con respecto a los militares de Estados Unidos, el gobierno federal tiene el poder muy amplio para restringir el discurso de los oficiales militares, aun cuando tal restricción no sería válida con un civil. El Tribunal Supremo confirmó este principio en Parker v. Levy (1974) cuando el Tribunal de Justicia de los militares era esencialmente una "sociedad especializada de la sociedad civil", que obligó a directrices más estrictas. [69] Desde Parker, ha habido pocos casos de emitir más límites específicos en el control del gobierno de expresión militar.

## Gobierno como director de la cárcel
Cuando el gobierno actúa como regulador de las prisiones, que tiene amplia capacidad para limitar la libertad de expresión de los reclusos. Esencialmente, cualquier restricción que es "una relación razonable con los legítimos intereses criminológico" es válido. [70] Este amplio poder se extiende también a los presos preventivos y condenados, incluso que están en libertad condicional o libertad condicional. [71] El único límite reconocido por la Corte es que el la cárcel debe proporcionar un "medio alternativo de ejercer ese derecho" de expresión, un canal alternativo, que todavía permite el habla legítima de expresarse.

## Gobierno como regulador de la inmigración
El gobierno no puede castigar penalmente a los extranjeros sobre la base de discurso que serían protegidos si lo dice un ciudadano. [72] En la entrada a través de fronteras, el gobierno puede excluir a los no ciudadanos de los Estados Unidos sobre la base de su discurso, incluso si ese discurso tendría sido protegidos si lo dice un ciudadano. [73] las reglas del habla como a la deportación, por otra parte, no están claras. [74] Los tribunales inferiores están divididos sobre la cuestión, mientras que los casos principales sobre el tema son de la Amenaza Roja.